# Falls of Falloch
Falls of Falloch (gälisch: Eas Falach, deutsch: versteckter Wasserfall) ist ein Wasserfall des River Falloch, der sich entlang der A82 durch den Süden der schottischen Highlands zieht und beim Ort Ardlui in den Loch Lomond mündet.
Der gälische Name bezieht sich auf das Rauschen des Wassers, das weit zu hören ist, bevor man den Wasserfall erreicht.
Der Wasserfall ist eine lokale Sehenswürdigkeit etwa 6 km südwestlich des Ortes Crianlarich im Stirling-County und wird Rob Roys Badewanne (englisch Rob Roy’s bathtub) genannt. Diese historische Figur wird in dem gleichnamigen Roman von Walter Scott und einer Verfilmung mit demselben Titel beschrieben.
In unmittelbarer Nähe befindet sich die Installation Woven Sound des Architekten John Kennedy, welche einen käfigartigen Gang über dem Wasser darstellt. Diese greift einen 1803 in den Tagebüchern der Grand Tour von Dorothy Wordsworth niedergeschriebenen Gedanken auf und bietet eine beeindruckende Aussicht auf den Wasserfall.